# You (álbum de Gong)
You es el sexto álbum de estudio de la banda anglo-francesa de rock psicodélico Gong. Allmusic destaca al álbum como el más cercano al rock espacial de la banda, a la vez que más sofisticado y técnico que sus anteriores trabajos.
Este trabajo es la tercera parte de Radio Gnome Invisible, una trilogía conceptual compuesta por Flying Teapot, Angel's Egg y You.

## Lista de canciones
Lado A
| N.º | Título                     | Duración |  |
| 1.  | «Thoughts for Naught»      | 1:32     |  |
| 2.  | «A P.H.P.'s Advice»        | 1:47     |  |
| 3.  | «Magick Mother Invocation» | 2:06     |  |
| 4.  | «Master Builder»           | 6:07     |  |
| 5.  | «A Sprinkling of Clouds»   | 8:55     |  |

Lado B
| N.º | Título                           | Duración |  |
| 1.  | «Perfect Mistery»                | 2:26     |  |
| 2.  | «The Isle of Everywhere»         | 10:12    |  |
| 3.  | «You Never Blow Yr Trip Forever» | 11:22    |  |

## Créditos

### Gong
Al igual que en Angel's Egg, Daevid Allen ocultó la identidad de los artistas y sus instrumentos en los créditos del álbum bajo una serie de pseudónimos y nombres absurdos. El nombre real de los músicos se puede ver en los créditos de composición.
- Dingo Virgin (Daevid Allen) – vocal locust y guitarra
- Mireille Bauer – percusión
- Hi T Moonweed (Tim Blake) – sintetizadores Moog y EMS, mellowdrone[nota 1]
- Bambaloni Yoni (Miquette Giraudy) – wee voices, coros
- Steve Hillage – guitarra líder
- Mike Howlett – bajo
- Bloomdido Glad de Brasse (Didier Malherbe) – instrumentos de viento, voz
- Benoit Moerlen – percusión
- Pierre Moerlen – batería, percusión
- Shakti Yoni (Gilli Smyth) – poemas, space whisper